# 複製文
複製文，在香港稱為潮文（英語：Copypasta），是指互联网上人们经常在网络论坛或社交网络上剪下、複製、貼上一段文字，是網路迷因的一種形式。

## 历史
英文中的一词首次出现在2006年的Usenet群组上。

### 词源
Copypasta 一词是由 copy（拷贝）和 paste（粘贴）组成的。